# Зарудний Богдан Васильович
Богда́н Васи́льович Зару́дний — капітан Збройних сил України, 26-та Бердичівська артилерійська бригада.

## Нагороди
За особисту мужність і героїзм, виявлені у захисті державного суверенітету та територіальної цілісності України, вірність військовій присязі під час російсько-української війни нагороджений
- орденом Богдана Хмельницького III ступеня.